# Kamp Eerde

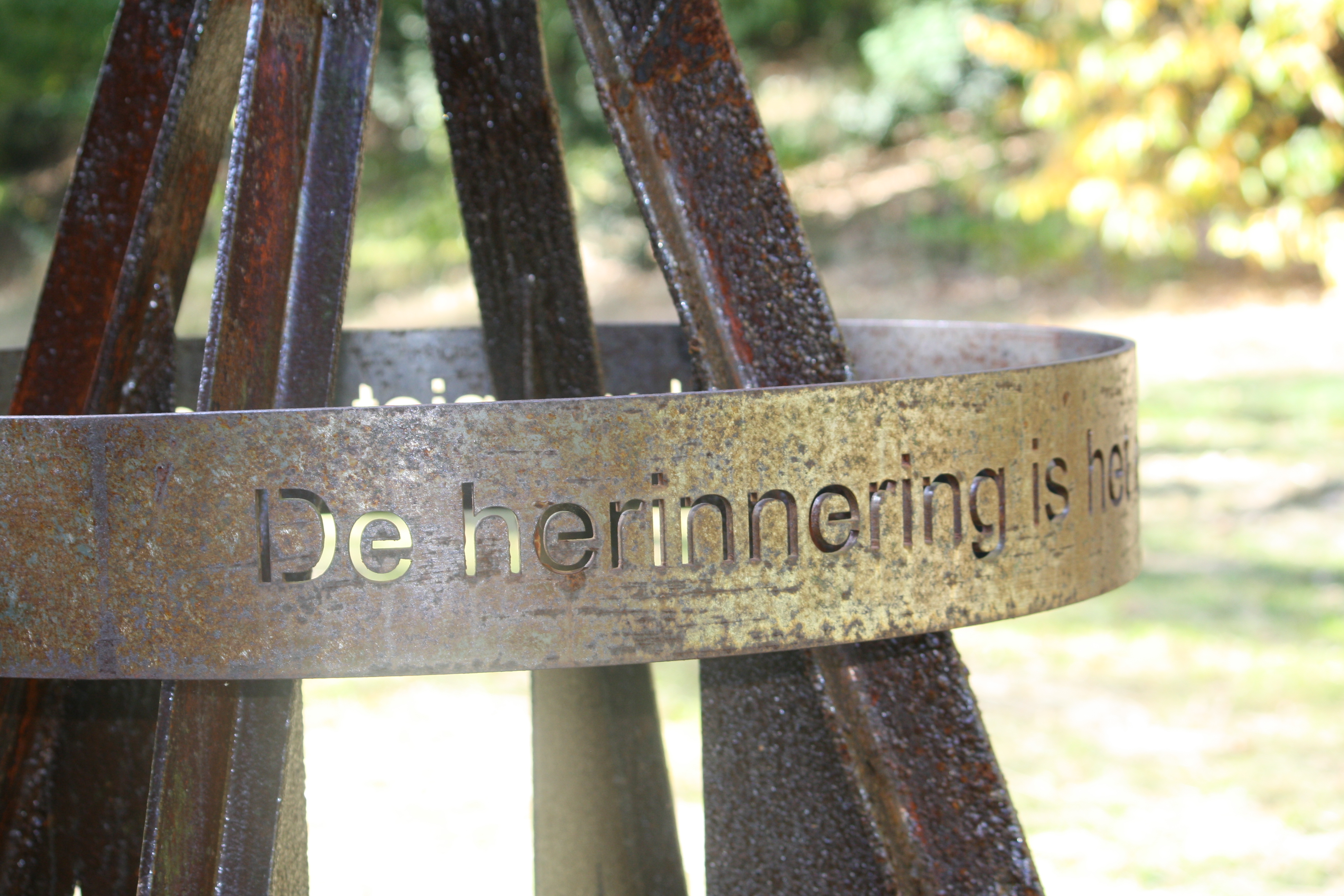
Monument, detail van de tekst

Het voormalige kamp Eerde lag ten noorden van de Hammerweg in de Overijsselse buurtschap Eerde tussen Ommen en Den Ham. Het bevond zich ongeveer een km ten zuidoosten van het Kamp Erika.
In de jaren 1930 werd het opgezet als werkkamp voor werkloze jongeren die in de bossen van landgoed Eerde moesten werken. De toenmalig eigenaar van het landgoed, baron Philip van Pallandt, had hier op verzoek van de Centrale voor werkloozenzorg een barakkenkamp gebouwd. In de Tweede Wereldoorlog was er een afdeling van de Nederlandse Arbeidsdienst gevestigd. Ook werden er in de oorlog sociaal zwakke jongeren tewerkgesteld om te wennen aan orde. In het laatste jaar van de oorlog was het kamp in gebruik bij de Hitlerjugend.
Na de oorlog was het tot de zomer van 1951 in gebruik als selectiekamp voor jongeren die in de scheepvaart aan de slag wilden. Ze kregen er een basisopleiding op dat gebied.
Van 1951 tot 1961 verbleven voormalige KNIL-militairen van Molukse afkomst met hun gezinnen op kamp Eerde. Ze waren niet meer veilig in de nieuwe staat Indonesië omdat ze hadden samengewerkt met het Nederlandse koloniaal bestuur. De 26 gezinnen en drie alleenstaande mannen waren voornamelijk afkomstig van de Kei-eilanden in Zuidoost-Molukken nabij Nieuw-Guinea. In de loop van 1957 werden bij het kamp Laarbrug, tussen Ommen en Vilsteren, nieuwe barakken gebouwd waarheen de bewoners geleidelijk verhuisden. Het woonoord Eerde werd in 1961 gesloten. De laatste bewoners verhuisden naar een nieuwe Molukse woonwijk in Rijssen.
Daarna boden de barakken nog enige tijd onderdak aan leerlingen van de Internationale School Eerde, waarna ze werden gesloopt. Alleen de beheerderswoning van het kamp is bewaard gebleven en is in gebruik als woonhuis. Het voormalige kampterrein is begroeid met heide en bos.

## Monument
In september 2015 werd in de aanwezigheid van enkele voormalige bewoners van het kamp een herdenkingsmonument onthuld door een oud-kampbewoner, die als 7-jarige met zijn ouders in Eerde terechtkwam. Het monument bestaat uit de voet van een oude vlaggenmast die op het terrein heeft gestaan. Op het monument staat de tekst: "De herinnering is het enige paradijs waaruit we niet verdreven kunnen worden".